# Cebus capucinus
Ne doit pas être confondu avec Capucin à front blanc, Capucin à tête blanche ou Sapajou du Panama.
Espèce
Statut de conservation UICN

VUA4cd : Vulnérable
Révision du 02/03/2020
Statut CITES
 Le Sapajou capucin ou capucin à face blanche (Cebus capucinus) est un singe du Nouveau Monde de la famille des Cébidés, présent en Équateur, en Colombie. Dans les articles anglo-saxons postérieurs à 2013, il apparaît sous le vocable de « Capucin à face blanche colombien » pour le distinguer de son proche parent d'Amérique centrale avec lequel il forme un complexe.
Il était, en effet, associé jusqu'en 2012 au Sapajou du Panama (Cebus imitator), considéré jusqu'alors comme une sous-espèce du capucin à face blanche (Cebus capucinus) et présent en Amérique centrale et, en particulier au Costa-Rica. Les nombreuses recherches menées sur les « capucins à face blanche » depuis le début des années 1980 en Amérique centrale, se rapportent donc non pas à Cebus capucinus mais à Cebus imitator.

## Nomenclature

### Noms vernaculaires
Cebus capucinus est nommé par de nombreux noms vernaculaires : capucin moine, sapajou capucin, sajou capucin,, saï,, capucin à face blanche,ou plus simplement capucin. Depuis 2012, l'UICN et les articles anglo-saxons l'appellent Capucin colombien à face blanche (Colombian White-throated Capuchin).

### Synonymes
Ce singe était déjà connu des européens dans les environs de Carthagène, avant sa description de Linnae au XVIIIe siècle Les autres dénominations sont considérées comme des synonymes, selon l'ITIS.
- C. capucinus albulus (Pusch (de), 1942)
- C. curtus (Bangs, 1905)
- C. hypoleucus (É. Geoffroy, 1812)
- C. capucinus limitaneus (Hollister, 1914)[note 1]
- C. capucinus nigripectus (Elliot, 1909)

### Sous-espèces

#### Systématique reconnue valide jusqu'au début duXXesiècle
En 2000, les primatologues affirment que l'espèce Cebus capucinus comprend quatre sous-espèces, bien que certains auteurs ne fassent pas de distinction entre ces sous-espèces et ne considèrent ainsi que Cebus capucinus,:
- Cebus capucinus capucinus (Linnaeus, 1758) ;
- Cebus capucinus limitaneus (Hollister, 1914) ;
- Cebus capucinus imitator (Thomas, 1903) et
- Cebus capucinus curtus (Bangs, 1905).

#### Révision de 2012
Cette systématique traditionnelle est remise en cause au premier semestre 2012. Des recherches phylogénétiques sont en effet menées, en 2011, à l'université Javeriana de Bogota, sur le génome mitochondrial, transmis par les mères à leur descendance. Les généticiens ont noté l'existence de trois haplotypes significativement différents en Colombie. Selon ces mêmes chercheurs, les sous-espèces Cebus capucinus imitator  et Cebus capucinus limitaneus partagent le même haplotype. Ces chercheurs réfutent ainsi l'existence de deux sous-espèces en Amérique centrale (il n'y en aurait qu'une seule) et assurent qu'il existe par ailleurs des liens généalogiques entre l'un des halotypes colombiens et celui présent chez la sous-espèce (limitaneus/imitator) d'Amérique centrale. 

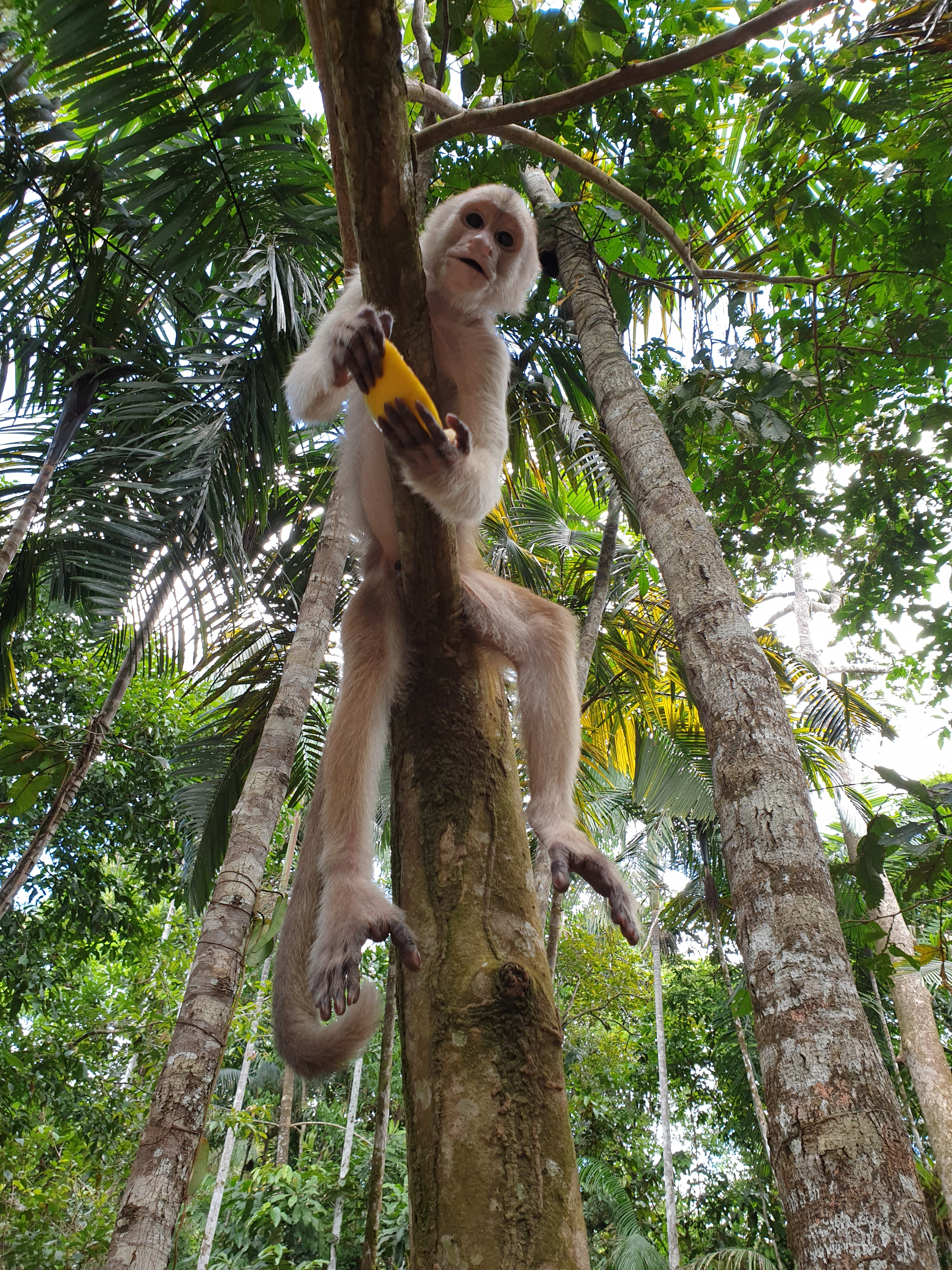
Cebus versicolor, un capucin endémique des Andes colombiennes, espèce menacée par la destruction de son habitat (déforestation et exploitation minière)

. Or, deux mois avant, en février 2012, une autre étude génétique portant sur davantage d'allèles a été publiée par Jean-Philippe Boubli, primatologue de l'université de Salford, laquelle conclut que Cebus capucinus imitator doit être considéré comme une espèce à part entière. En effet, les deux lignées auraient divergé il y a deux millions d'années. Les plus proches parents de C. capucinus seraient selon eux Cebus cesarae (le Sapajou du César) et Cebus versicolor (en) (le capucin à front blanc variable).
À la suite de ces nouvelles données, l'ITIS ne reconnait plus à Cebus capucinus que deux sous espèces : le capucin à face blanche dit colombien (Cebus capucinus capucinus) et le Capucin à face blanche de Gorgona (Cebus capucinus curtus). Ce dernier n'est présent qu'en Amérique du Sud et au sud-est du canal de Panama. Cebus imitator est considéré comme une espèce à part entière. Le cas de Cebus limitaneus est moins clair : si l'UICN et le GBIF le considèrent comme un synonyme de Cebus imitator,, il apparait encore, en 2023, comme un synonyme de C. Capucinus dans la base de l'ITIS bien qu'il n'ait été signalé qu'au Honduras, sans observation postérieure à 1967.

#### Conséquences sur les études scientifiques
La reconnaissance de Cebus Imitator comme espèce séparée a été progressive. Une demi-douzaine d'années après la publication de l'étude de J.P. Boubli, certains biologistes continuent d'appeler le Sapajou du Panama Cebus capucinus imitator,,,. Il faut également noter que la plupart des études éthologiques ou socio-écologiques antérieures à 2012 et les études génétiques et phylogénétiques des années 2010 et du début des années 2020 ont pour leur immense majorité été réalisées au Costa-Rica, au Honduras ou au Nicaragua et concernent par conséquent le Sapajou du Panama et non le Capucin moine.

## Taxonomie
La taxonomie de la famille des Cebidae a été modifiée, à partir des années 1980 et jusqu'au début du XXIe siècle, à la suite des progrès de la génétique. En 2005, A. Purvis publie un premier cladogramme avec deux genres distincts : les singes écureuils ou Saïmiri et les Cebus ; les autres genres classés parmi les Cebidae jusqu'alors, ont leurs propres familles.
La distinction entre les sapajous (Sapaju) et les capucins (Cebus) est la conséquence de recherches phylogénétiques menées par la généticienne Jessica W. Lynch Alfaro de l'Université de Californie au début des années 2010. Elle arrive à la conclusion que les deux genres ont divergé durant le miocène, puis que le genre Cebus s'est diversifié au Pliocène et au Pléistocène.
Manuel Ruiz Garcia, de l'université de Bogota, a réalisé une étude comparative du génome mitochondrial des cebinae vivant au nord de la Colombie en 2019. Il a confirmé la proximité génétique du capucin moine, du capucin du Cesar et du Capucin à front blanc varié, mais aussi du capucin à front blanc de Santa Marta. Selon lui, la faible distance génétique est très faible entre ces quatre espèces qui forment un complexe spécifique.

## Description
Avec Cebus imitator, c’est la seule espèce de capucin dont la fourrure est noire sur le corps, les jambes et la queue. La coloration noire s’étend jusqu’à l’arrière de la tête en formant un calot, certainement à l’origine de son nom vernaculaire de « capucin moine ». Son pelage se distingue également par une coloration blanche de la tête, la gorge, les épaules et le haut des bras. Le visage est généralement rose et la quantité de fourrure blanche qui le recouvre est variable selon les classes d’âge et de sexe. La longueur corporelle d’un individu adulte se situe entre 33,5 à 45,3 cm et sa queue mesure entre 35 et 55,1 cm.
Le dimorphisme sexuel est peu prononcé. Les femelles pèsent en moyenne 2,67 kg alors que les mâles atteignent un poids moyen de 3,87 kg. Le capucin moine se déplace sur ses quatre pattes et adopte à l'occasion la bipédie . Sa main est préhensile et son pouce pseudo-opposable. Contrairement aux singes-araignées, leur queue semi préhensible ne supporte pas leur poids et ne leur sert pas dans leurs déplacements.

## Habitat
Selon J. Wolfheim, en Colombie, le capucin moine préfère les forêts primaires ou les forêts secondaires anciennes et peu perturbées, bien qu'il soit en mesure de s'adapter à des habitats dégradés (par exemple à la suite du pâturage de troupeaux). Il est en revanche absent des forêts sèches et des mangroves. En 1975, il est découvert dans une forêt galerie. La répartition de Cebus capucinus est étagée du niveau de la mer jusqu’à 2 100 mètres d’altitude. En Equateur, il est présent jusqu'à une altitude de 1 800 m dans les forêts tropicales et subtropicales, notamment dans la réserve naturelle de Los Cedros.

## Distribution Géographique

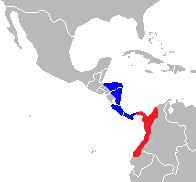
Depuis 2012, Cebus capucinus est réputé absent des régions situées au nord du canal de Panama (en bleu sur la carte).

Depuis la modification de la taxonomie de 2012, sa distribution géographique s'étend de la rive sud du canal de Panama à la région de Quito en Équateur, en passant par la Colombie, à l'ouest de Cartagène. La sous-espèce Cebus capucinus curtus est strictement insulaire et peuple exclusivement l'île de Gorgona, dans l'océan Pacifique à l'ouest de la Colombie. Au nord-ouest du canal de Panama, l'espèce est absente : on ne trouve que Cebus Imitator et Cebus capucinus liminatus n'a plus été signalé depuis 1967.

## Alimentation
Cebus capucinus est omnivore. Les fruits représentent une part importante de son bol alimentaire assez semblable à celui de l'espèce apparentée Cebus imitator. Il se nourrit également des oeufs, de feuilles, de fleurs et de petits animaux (invertébrés et vertébrés).
Sur l'île de Gorgona, il a été observé, dès le XVIIe siècle, par le corsaire William Dampier, dans son récit de voyage New Voyage Round The World, ouvrant des huitres en s'aidant de pierres.

## Conservation de l'espèce

Le capucin moine (selon Jacques Christophe Werner, illustration d'un ouvrage de Geoffroy-Saint-Hilaire et Cuvier)

Depuis 1977, cette espèce est inscrite parmi les espèces vulnérables (annexe II). En 2002, le complexe Cebus capucinus + imitator, alors traité comme une seule espèce était considéré comme une préoccupation mineure par l'UICN, à l'exception de la sous-espèce Cebus capucinus curtus jugée vulnérable depuis 1996,, du fait de son statut endémique sur l'ïle de Gorgona.
En 2012, P. Boubli et A. Rhyland concluaient leur article révisant la taxonomie du genre Cebus en insistant sur « le capucin moine, une espèce apparemment largement distribuée et non menacée » qui est en réalité un complexe spécifique pour lequel « avec la fragmentation de l'habitat, il devient urgent de réétudier le statut de conservation ».
En mars 2020, l'espèce a été réévaluée comme vulnérable du fait de la déforestation, de sa capture comme animal de compagnie ou de sa chasse.